# Bengou
Bengou este o comună rurală din departamentul Gaya, regiunea Dosso, Niger, cu o populație de 13.452 de locuitori (2001).